# 2016 GZ276
2016 GZ276 est un transneptunien de magnitude absolue 6,96.